# 行地社
行地社（こうちしゃ）は戦前に大川周明が主宰した国家主義団体。

## 概要
1923年の猶存社の解散後、北一輝の「日本改造法案大綱」の思想を継承するべく、1924年4月、当時の東京市南青山で創立された。「行地」の名称は「則天行地」」（天に則り地に行はん）に拠るという。やがて社会教育研究所を設立し、1924年1月には月刊「日本精神研究」（社会教育研究所）を発刊し日本主義、大アジア主義思想を鼓舞して1925年8月には大阪行地社をも設立した。他にも京都をはじめ主要都市に支部を設立した。また東京帝国大学・京都帝国大学内に学生行地社を設けた。
翌1925年4月には綱領を掲げ、機関誌「日本」を刊行。1925年7月号（4号）には大川の作詞した社歌「則天行地」も当初は満川亀太郎、笠木良明、安岡正篤、西田税、等の猶存社の主要メンバーが集まった。この陣容のため当時は最有力の国家主義団体とされた。
1925年の安田生命争議、宮内省怪文書事件を機に大川派と北派との対立が表面化し、分裂した。西田税と満川亀太郎は脱退して北の傘下に入り、安岡正篤は金鶏学院の設立に向かい、綾川武治・中谷武世は上杉慎吉門下の天野辰夫と結び、笠木は南満州鉄道大連本社に行った。社内には大川周明の他は狩野敏らのみが残った。北・大川両派の分裂により、陸軍内の尉官級青年将校は北派に、佐官級少壮将校は大川派に結びついていった。
大川は旧知の人脈によって大日本帝国陸軍の中心部、特に参謀本部の中堅将校に積極的に働きかけ、板垣征四郎、橋本欣五郎、花谷正らが講演・寄稿によって参加した。また多くの青年将校を「月刊日本」の読者として獲得し、大日本帝国陸軍内に思想的影響を与えた。
狩野敏は他の急進派団体との連携を画策し、1931年には「全日本愛国者共同闘争委員会」の結成に至ったが、1932年2月に大川が神武会を結成したのに伴って行地社は解消した。